# Agence nationale de santé publique
Die Agence nationale de santé publique (ANSP), besser bekannt als Santé publique France, ist eine staatliche französische Organisation zur öffentlichen Gesundheitspflege. Sie ist ein „établissement public à caractère administratif français“, was in Deutschland mit einer Körperschaft des öffentlichen Rechts vergleichbar wäre. Sie wurde 2016 durch Gesetz gegründet und untersteht dem Gesundheitsminister. Sitz ist Saint-Maurice, ein Vorort im Osten von Paris. Ende 2018 waren 645 Mitarbeiter beschäftigt.

## Geschichte
Die Santé publique France entstand 2016 aus der Zusammenlegung von folgenden dem Gesundheitsministerium unterstellten Behörden:
- Institut de veille sanitaire (InVS), gegründet 1998 mit dem Ziel der ständigen Überwachung des Gesundheitszustands der Bevölkerung.
- Institut national de prévention et d’éducation pour la santé (INPES), gegründet 2002 mit dem Ziel im Rahmen der Gesundheitspolitik präventiv und erzieherisch tätig zu werden.
- Établissement de préparation et de réponse aux urgences sanitaires (EPRUS), gegründet 2007 mit der Aufgabe strategische wichtige Reserven im Rahmen der öffentlichen Gesundheitspflege zu verwalten.
- Addictions Drogues Alcool Info Service (ADALIS), gegründet 2009 mit dem Ziel der Drogenprävention (einschl. Alkohol).

Vorbild für die Gründung waren u. a. die US-amerikanischen Centers for Desease Control and Prevention (CDC).

## Aufgabe und Maßnahmen
Aufgabe der Organisation ist die Verbesserung und der Schutz der Gesundheit der französischen Bevölkerung. In diesem Zusammenhang ist die Epidemiologie ein wichtiges Arbeitsgebiet. Das Institut definiert seine Mission durch folgende drei Maximen: Vorausschauen, Verstehen und Handeln.
Die Agence arbeitet auf der Grundlage eines Fünf-Jahres-Plans, der mit dem Gesundheitsminister abgestimmt ist. Der Plan besteht aus der Vereinbarung von mehreren strategischen Zielen sowie aus einer größeren Zahl an operativen Zielen. Um die Ziele zu erreichen, erstellt die Agence ein Maßnahmenprogramm, über das jährlich dem Aufsichtsrat berichtet wird. Einige Beispiel für strategische Zielsetzungen im laufenden Plan 2018 – 2022 sind:
- Auswirkungen des Klimawandels auf die Gesundheit, insbesondere auf die Übertragung von Erregern,
- Auswirkungen von Luftschadstoffen auf die Gesundheit,
- Präventionskampagnen im Social-Media-Bereich,

Zu den Aufgaben der Agence gehört auch eine umfangreiche Sammlung an Informationen und Veröffentlichungen zum Gesundheitswesen und die Erstellung von Informationsunterlagen. Zur Prävention werden zu relevanten Themen eigene Internetseiten gepflegt, wie z. B.:
- www.vaccination-info-service.fr
- www.mangerbouger.fr
- www.tabac-info-service.fr

## Organisation und Budgets
Oberstes Leitungsgremium ist der Aufsichtsrat (conseil d’administration). Er besteht aus 32 Mitgliedern, wovon 9 Personen von der Regierung benannt werden. Die übrigen Teilnehmer stammen aus verschiedenen Einrichtungen und Fachgebieten des öffentlichen und privaten Gesundheitswesens. Der bzw. die Vorsitzende des Gremiums wird vom französischen Staatspräsidenten ernannt, seit 2017 ist es Marie-Caroline Bonet-Galzy.
Zusätzlich gibt es einen wissenschaftlichen Rat (conseil scientifique), der aus 27 Mitgliedern besteht, sowie eine Ethikkommission, die aus 7 Mitgliedern besteht.
Das Gesundheitswesen in Frankreich ist zentralistisch organisiert. Es gibt 15 regionale Niederlassungen, die an die Zentrale berichten.
Das Budget der Santé publique France betrug im Jahr 2019 fast 200 Mio. €.
Im Jahr 2020 hat die COVID-19-Pandemie neue Schwerpunkte gesetzt. Auf der Internetseite des Institut sind umfangreiche, täglich aktualisierte Informationen verfügbar.

## Internationale Zusammenarbeit
Santé publique France arbeitet auf EU-Ebene eng mit dem Europäischen Zentrum für die Prävention und die Kontrolle von Krankheiten (ECDC) mit Sitz in Solna, Schweden, sowie mit vergleichbaren Einrichtungen in den EU-Mitgliedsländern zusammen. Santé publique France ist der Ansprechpartner für die Europäische Agentur für Sicherheit und Gesundheitsschutz am Arbeitsplatz (EU-OSHA) mit Sitz in Bilbao, Spanien. Ebenfalls besteht eine Zusammenarbeit mit der Europäische Behörde für Lebensmittelsicherheit (AESA) mit Sitz in Parma, Italien, die sich mit Gesundheitsrisiken bei Lebensmitteln und Tiernahrung beschäftigt.
Außerhalb der EU besteht eine enge Zusammenarbeit mit der Weltgesundheitsorganisation (WHO) mit Sitz in Genf, Schweiz.